# Alexander Semjonowitsch Budo
Alexander Semjonowitsch Budo (russisch Александр Семёнович Будо; * 13. Dezember 1909; † 1982) war ein sowjetischer Schachspieler.

## Leben
Budo nahm schon während der Schulzeit an Wettbewerben in Petrograd teil. Einer seiner Mitschüler war der künftige Vizepräsident des Sowjetischen Schachverbandes und der ICCF Lew Abramow. Er spielte im Turnier des Eisenbahner Schachklubs 1927 und in einigen anderen Turnieren mit. Als sein erster wichtiger Erfolg gilt die gelungene Qualifikation zur VII. Meisterschaft der UdSSR 1931. Im Halbfinale erreichte er mit 6 Punkten aus 9 den zweiten Platz hinter Solomon Gotthilf, im Moskauer Finale konnte er nicht mit stärkeren Gegnern mithalten und teilte sich den letzten Platz mit Genrich Kasparjan. 1933 wurde er Dritter gefolgt von Jewgeni Kusminych beim Turnier für die besten Spieler der ersten Kategorie. 1935 teilte er sich den vierten Platz bei einem Turnier in Leningrad, das von Andor Lilienthal souverän gewonnen wurde. Im April 1936 siegte er neben Grigori Rawinski und Igor Bondarewski in einer Gruppe beim All-Union Sawizki-Gedenkturnier, einige Monate zuvor belegte er in der Leningrader Stadtmeisterschaft 1936 den fünften Platz mit 3 Punkten Rückstand auf Grigori Löwenfisch.
Ab 1937 fungierte Budo als erster Leiter der Schachsektion im Leningrader Pionierpalast. Im März selben Jahres belegte er den geteilten vierten Platz im kleinen Turnier mit Beteiligung von Reuben Fine in Leningrad. Im nächsten Monat fand die X. Meisterschaft der UdSSR in Tiflis statt. Drei titellose Spieler (Bondarewski, Budo und Artschil Ebralidse) wurden zugelassen, wobei nur Bondarewski die Norm eines nationalen Meisters (9 aus 19) erspielen konnte. Budo ging mit 7,5 Punkten leer aus, als kleiner Trost wurde ihm der Sonderpreis für das beste Resultat gegen die Preisträger (4,5 aus 7) überreicht. Er errang nie den Meistertitel. Der Grund dafür, so Pjotr Romanowski, war sein sehr begrenztes Eröffnungsrepertoire. Er habe auf 1. e4 immer mit 1. … c6 geantwortet und nach 1. d4 versucht in die Nimzowitsch-Verteidigung überzugehen. Die Halbfinalen der sowjetischen Meisterschaft 1945 und 1953 beendete er mit einem Platz in der Tabellenmitte. In der Leningrader Stadtmeisterschaft 1952 kam er mit 7 Punkten aus 13 auf den geteilten fünften Platz hinter Mark Taimanow, Boris Spasski, Löwenfisch und Wiktor Kortschnoi. In den 1950er Jahren zog er sich vom Turnierschach zurück und konzentrierte sich auf seinen Beruf. Er war als Leiter der planwirtschaftlichen Abteilung in den Bauvereinigungen „Glawleningradstroi“ und „Glawsapstroi“ tätig.
Seine höchste historische Elo-Zahl war 2527 im Juli 1946.

## Schriften (Auszug)
- W. J. Issajew, W. J. Waksman, A. R. Iwanow, A. S. Budo: Ukreplenije i spezijalisazija stroitelnych organisazij w Glawleningradstroje. Gosstroiisdat, 1960.
- A. Budo, J. Rachmanow: Operatiwno-proiswodstwennoje planirowanije po ukrupnennym ismeriteljam i planowym normatiwam w Glawleningradstroje. In: Ekonomika stroitelstwa, Nr. 3, 1961, S. 29–31.